# Tachysphex nitidus
Tachysphex nitidus är en stekelart som först beskrevs av Maximilian Spinola 1805.  Tachysphex nitidus ingår i släktet Tachysphex, och familjen Crabronidae. Arten är reproducerande i Sverige.